# Абаджийство
Абаджийството е вид занаят, при когото се изработва аба – дебел тепен вълнен плат, използван за производството на мъжки и женски дрехи, включително народни носии и военни униформи. Занаятът е особено популярен в България, застъпен в балканските и подбалкански селища, силно развит в края на 18 и началото на 19 век.
Под абаджийство понякога се има предвид и терзийството – шиенето на връхни дрехи (аби, потури).

## История
Тъкането на шаяк и аби в миналото е тясно свързано с облеклото на населението. То е едно от постоянните домашни занаяти. Изработването им вероятно предшества настаняването на турците на Балканския полуостров. Византийският хронист от 14. век Никифор Григора свидетелства, че видял българи, облечени в черни груби домашни платове, наричани аби, „които заместват в голяма степен овчите кожи“.
Дълбоките икономически процеси, които настъпват в Османската империя през XVIII и XIX в., спомагат за развитието на текстилната промишленост. Особено се засилва производството на аби и шаяци, което прераства бързо в домашно манифактурно производство, добило широко разпространение след 1830 г.. Абаджиите от селищата в Стара планина и Задбалканските котловини завладяват не само пазари в обширната турска империя, но и стават държавни доставчици на тъкани и облекло, както за нуждите на турската, така и на румънската армия ( в периода 1871–1875 г. в Румъния са доставени български аби и шаяци за 48 000 турски лири). Тогава много старопланински, средногорски и родопски селища се превръщат в оживени занаятчийски центрове. Абаджийството било добре застъпено и в градовете Търново, Ловеч, Тетевен, Габрово, София, Самоков, Стара Загора и др. В някои от тях имало и самостоятелни абаджийски чаршии, и нарочни абаджийски ханове.
За силното развитие, което получава абаджийството в българските земи, говорят и редица султански заповеди до мютесарифи, мухафъзи, каймаками и други длъжностни и административни органи, с които се нарежда на определени селища да произвеждат най-усилено аби и шаяци за нуждите на войската. Бързите и чести заповеди и разпореждания на върховната турска власт за усилено производство на аби и шаяци показва, че абаджийството било основен поминък за голяма част от българското население и играло важна роля в стопанския живот на Турция.

Развитието на капитализма в България и разрастването на търговията спомагат за появата на манифактурно производство. Постепенно са създадени по-големи предприятия, където немалък брой занаятчии станали наемни работници. В гайтанджийските работилници в Калофер, Карлово, Сливен, Пловдив, Габрово и др. имало значителен брой работници, надзиравани от майстори. Най-голямото предприятие през този период е прочутият „Хамбар“ в Цариград. Там работели над 1000 българи терзии, които шиели дрехи за турската армия. Разширяването на вътрешната и външната търговия довежда и до технически усъвършенствания в тъкаческата техника и построяване на модерни фабрики. В Сливен търговецът Добри Желязков построява през 1834 г. първата фабрика за вълнени платове, обзаведена с модерни за времето си руски, а после австрийски машини. През 1853 г. търговецът Михалаки Гюмюшгердан - потомък на гърчеещи се българи - построява фабрика за шаячни платове в с. Дермендере, Пловдивско.
След Освобождението занаятът в страната бързо запада. Подкопават го постепенното изоставане на традиционната селска носия и конкуренцията на фабрично изработени вносни платове. Най-късно абаджийството и терзийството се задържат в някои от българските земи, останали под турска власт, като Смолянско, получавайки допълнителен тласък от засилената турска емиграция към района.